# Skiveren (Øster Hassing Sogn)
 For alternative betydninger, se Skiveren. (Se også artikler, som begynder med Skiveren)
Skiveren er et autoriseret stednavn for en bebyggelse og et vandareal beliggende ved nordsiden af Limfjorden i Øster Hassing Sogn i Vendsyssel. Området består af en gård, strandenge og agerjord og et fjordareal, der benyttes som rekreativt område for indbyggerne i Gandrup (3 km. nord) og i Vester Hassing (5 km. nordvest). 
Ved Skiveren er der offentlig adgang til Limfjorden. Der er mulighed for at have Båd, fiske, svømme eller overnatte i shelter.